# HD24587
HD24587 також відома як Тау8 Ерідана — хімічно пекулярна зоря спектрального класу B6, що має видиму зоряну величину в смузі V приблизно  4,6.
Вона  розташована на відстані близько 385,5 світлових років від Сонця.

## Фізичні характеристики
Телескоп Гіппаркос зареєстрував фотометричну змінність  даної зорі з періодом    0,86 доби в межах від  Hmin= 4,61 до  Hmax= 4,58.